# Родин, Роман Андрианович
Роман Андрианович Родин (27 января 1923, село Финеево Киржаческий район Владимирская область — 24 декабря 1994, Москва) — советский и российский учёный-горняк, автор теории процесса разрушения хрупких и упруго-хрупких горных пород. Доктор технических наук, профессор Московского горного института.

## Биография
Р. А. Родин родился в селе Финеево. До войны поступил в Московский горный институт (сегодня — Горный институт НИТУ «МИСиС»). В 1941 году ушел на фронт, но был отправлен на Дальний Восток, где служил в морской авиации в звании младшего лейтенанта. Принимал участие в боевых действиях в войне с Японией.
После демобилизации продолжил учёбу в институте. Окончив с отличием МГИ в 1951 г. и защитив кандидатскую диссертацию в 1955 г., Р. А. Родин был направлен в Магнитогорский горно-металлургический институт, в котором заведовал кафедрой «Обогащение полезных ископаемых».

Возвратившись в Москву, в 1958 г. начал работать заведующим лабораторией в подразделении института НИИжелезобетон, занимавшимся нерудными строительными материалами и впоследствии влившимся во вновь образованный институт ВНИПИИстромсырье. По воспоминаниям генерального директора института «ВНИПИИстромсырье» Ю. Д. Буянова, именно Р. А. Родин придумал сокращенное название института:
Сокращенное (фирменное) название вновь созданной организации предложил Р. А. Родин, возглавлявший в ту пору лабораторию дробления и грохочения горных пород института «ВНИИжелезобетон». В нём Роман Андрианович Родин начал работать в 1958 г., практически одновременно со мной…
С 1978 г. по 1990 г. занимал должность главного инженера ВНИПИИстромсырье.
В последний период своей жизни с 1990 г. Р. А. Родин преподавал в Московском государственном горном университете на кафедре «Обогащение полезных ископаемых», ему было присвоено ученое звание профессора.

## Научная и образовательная деятельность
Р. А. Родин создал новую методику расчета производительности роторных и щековых дробилок, обосновал оптимальные взаимосвязи карьера и дробильно-сортировочного завода с учётом кусковатости горной массы. Этими разработками успешно пользуются как проектировщики, так и производственники; они явились основой расчета технологических схем дробильносортировочных заводов.
Докторская диссертация Р. А. Родина, которую он защитил в 1988 г., была посвящена вопросам дробления горных пород для получения нерудных строительных материалов. Её теоретическая часть в дальнейшем переросла в теорию, объясняющую механизм процесса разрушения хрупких и упруго-хрупких горных пород. Она описывает указанный процесс не только при дроблении пород, но и при механическом бурении скважин. Р. А. Родиным рассматривалась возможность применения его теории для расчета механизма разрушения пород взрывом. Его теоретический вклад в теорию разрушения горных пород со временем приобретает все большую и большую значимость.
Роман Андрианович Родин — автор многочисленных изобретений и статей.

## Избранные патенты
- Устройство для разделения зернистых материалов и осветления оборотной воды // 1055539
- Центрифуга для обезвоживания сыпучих материалов // 1002028
- Установка для гидротранспорта сыпучих материалов // 992359
- Устройство для разделения зернистых материалов и осветления воды // 982803
- Способ определения коэффициента внутреннего трения горных пород // 970197
- Тонкослойный отстойник // 946592
- Способ определения прочности горных пород на растяжение и образец для определения физико-механических свойств горных пород // 870710
- Способ разделения дробленого материала // 860882
- Способ определения формы зерен дробленного материала // 848077
- Способ определения гранулометрического состава дробленого материала с оценкой формы зерна // 725718
- Образец для определения прочности горных пород // 714214
- Центрифуга с инерционной выгрузкой осадка // 549173
- Центробежный сепаратор // 498975[2]